# Haftbedingung
Die Haftbedingung in der Strömungsmechanik (oft auch mit dem englischen no-slip bezeichnet) sagt aus, dass bei reibungsbehafteten Strömungen die Strömungsgeschwindigkeit des Fluids an einer festen Oberfläche stets gleich null ist; das ist bei allen realen Strömungen der Fall. Die Haftbedingung ist eine Voraussetzung für die Ausbildung von Grenzschichten in wandnahen Bereichen.
Für Potentialströmungen gilt die Haftbedingung nicht, denn sie sind nicht reibungsbehaftet, d. h. sie werden ohne Viskosität modelliert.